# Catherine Booth-Clibborn
Pour les articles homonymes, voir Booth.
Catherine Booth-Clibborn (aussi dénommée Katie Booth) (18 septembre 1858 – 9 mai 1955) est une évangéliste salutiste anglaise, fille aînée de William et Catherine Booth (avec qui il ne faut pas la confondre, la mère et la fille étant souvent appelées Catherine Booth). Surnommée « La Maréchale », elle est la pionnière de l'Armée du salut en France et en Suisse.

## Biographie

### Jeunesse
Née à Gateshead, où son père était pasteur-évangéliste, Katie Booth fut, au cours de son enfance, particulièrement proche du secrétaire de William Booth, George Scott Railton, qui vécut avec la famille Booth pendant dix ans et fut son mentor spirituel. Convertie à l'âge de treize ans, elle commença à prêcher à quinze ans, et monta sur scène avec son père lors de la conférence annuelle de la Mission Chrétienne de l'Est de Londres en 1876.

### Pionnière de l'Armée du salut en France
À l'âge adulte, Katie Booth a introduit l'Armée du salut en France en mars 1881. Avec le grade de capitaine, elle dirigeait une équipe comprenant deux lieutenantes (dont Florence Soper, qui épousera plus tard le frère aîné de Katie Bramwell Booth) dans la difficile mission de prêcher l'Évangile dans les rues de Paris, portant des panneaux sur elles après que la police leur eut interdit de distribuer des tracts. L'accueil fut hostile. Leurs prêches de coin de rue furent souvent interrompus par des projections de boue et de pierres. Après plusieurs agressions pendant lesquelles on essaya de les étrangler avec le lacet de chapeau, elles se mirent à épingler ces lacets plutôt que de les coudre. Ils vivaient dans de très mauvaises conditions, dans des appartements loués à bon marché, dans des immeubles où habitaient des prostituées. Les progrès furent lent et l'opposition féroce ; les convertis connaissaient toute sorte de persécutions, allant jusqu'à la perte de leur emploi. Les articles de presse étaient presque tous critiques, mais l'Armée du salut réussit à s'implanter à Paris.
Finalement, la capitaine Catherine Booth s'attaqua à la Suisse, où l'opposition fut encore plus féroce. Les autorités lui refusaient la location de salles dans lesquelles prêcher, et elle fut arrêtée, jugée, acquittée mais ensuite expulsée de Suisse pour avoir conduit une réunion en plein air dans une forêt proche de Neuchâtel.

### Mariage et rupture avec l'Armée du salut
À 28 ans, Katie Booth épousa Arthur Clibborn, le 18 février 1887. Ce fut un véritable événement qui attira au moins 6 000 personnes et souleva l'intérêt de la presse. Lors de leur mariage, sur les instances du général William Booth, Arthur et Kate prirent le nom de Booth-Clibborn. Ils eurent eu dix enfants, dont le futur prédicateur pentecôtiste William Booth-Clibborn. Après la naissance de leur dixième enfant, lassés des restrictions inhérentes au style militaire de l'Armée du salut, les Booth-Clibborn en démissionnèrent en janvier 1902. Selon le souhait de son mari, Katie et les enfants l'accompagnèrent chez John Alexander Dowie, le chef de file de la secte de Zion City, un comté à environ 40 miles au nord de Chicago. Katie Booth-Clibborn ne croyait pas aux prétentions grandioses de Dowie, qui, en 1901, déclara être le prophète Élie, le Restaurateur, et, en 1904, le premier apôtre de Jésus-Christ. Elle fut aussi offensée par ses critiques à l'égard de son père, même si, depuis sa démission, elle se trouvait au ban de sa famille et de l'Armée du salut. Jusqu'à la fin de ses jours, elle n'eut presque aucun contact ni avec son père ni avec ceux de ses frères et sœurs qui étaient restés au sein de l'Armée du salut.

### Fin de vie
Après leur conversion au Pentecôtisme en 1906, les Booth-Clibborn continuèrent jusqu'à la fin à prêcher ensemble et à évangéliser, en Europe, aux États-Unis et en Australie.
Après sa mort d'une double pneumonie le 9 mai 1955 , Catherine Booth-Clibborn est enterrée au cimetière de Highgate. Sa rupture avec son père William Booth et les autres salutistes de la famille l'empêchèrent d'être enterrée auprès de ses parents, frères et sœurs au cimetière d'Abney Park de Londres.

## Famille
Son petit-fils Stanley Eric Francis Booth-Clibborn a été évêque anglican de Manchester.

## Postérité

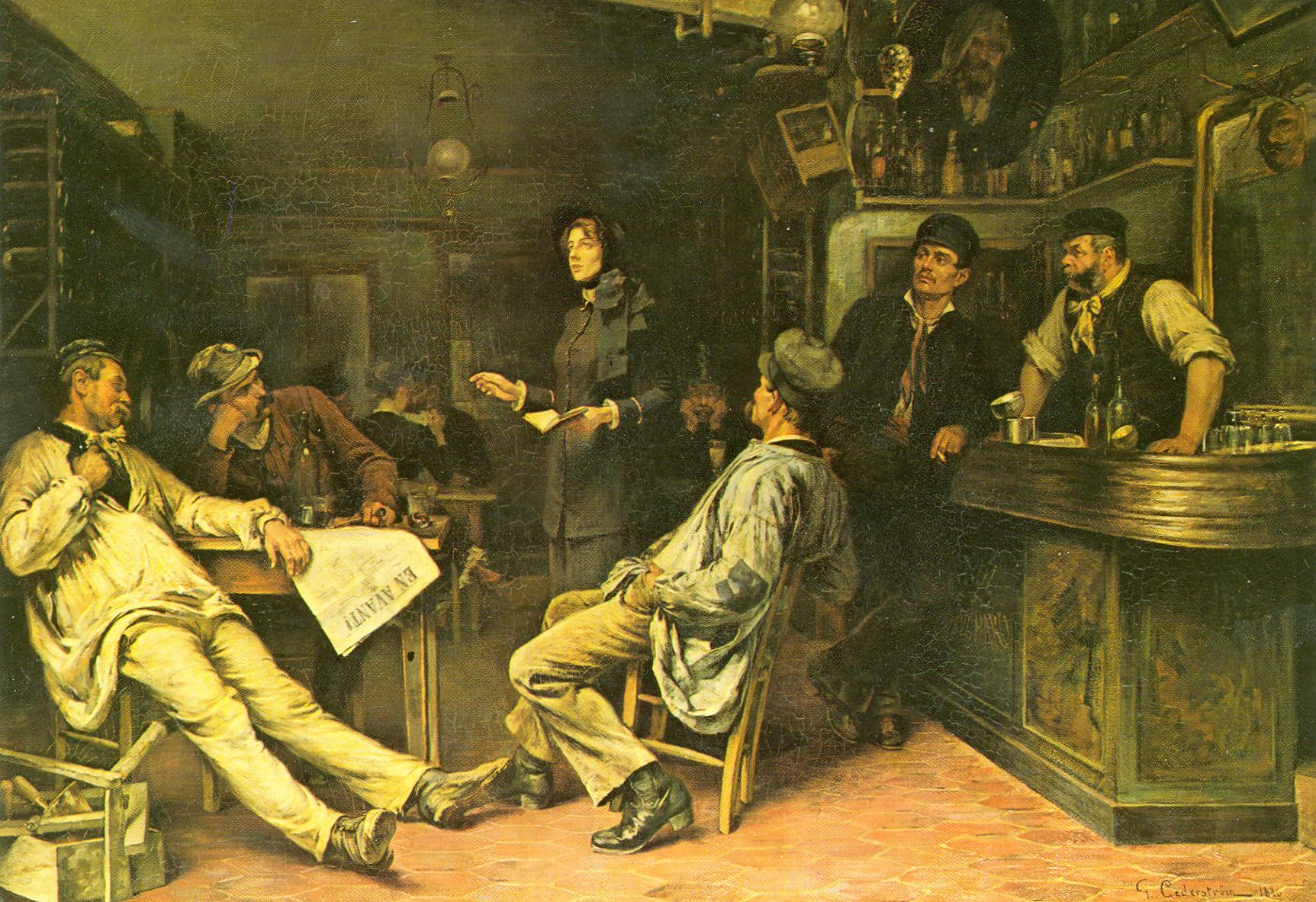
L'Armée du salut par Gustaf Cederström (1886).

- L'artiste Gustaf Cederström illustre l'action de « la Maréchale » à Paris dans sa peinture L'Armée du salut (1886).
- La résidence et centre de réinsertion Catherine-Booth situés au 15, rue Crespin-du-Gast à Paris (9e arrondissement) sont nommés ainsi en mémoire de Catherine Booth-Clibborn.
- La « Maison Kate-Booth » de l'Armée du salut, le milieu de résidence, pour les femmes et les enfants fuyant la violence à Vancouver a été nommé en son honneur.